# Vincent Jay
Vincent Nicolas Jay (født 18. maj 1985 i Saint-Martin-de-Belleville) er en fransk tidligere skiskytte og olympisk guldvinder. 

## Idrætskarriere
Jay havde en enkelt sejr i World Cup'en forud for vinter-OL 2010 i Vancouver, og det var derfor en stor overraskelse, da han i 10 km sprint efter at have ligget nummer fire efter første skydning gik frem til førstepladsen efter anden skydning, godt hjulpet af to fejlfri skydeserier, og han holdt forspringet til mål og sikrede sig dermed en ventet guldmedalje, mens norske Emil Hegle Svendsen fik sølv og kroatiske Jakov Fak bronze. Løbet var i øvrigt stærkt præget af vejret, der blev dårligere, som løbet skred frem. Som vinder på 10 km startede han derfor først i 12,5 km jagtstart to dage senere, og denne gang var vejret ikke så afgørende en faktor. Her var det svenske Björn Ferry, der skønt over et minut efter Jay fra start vandt løbet med en enkelt forbier, mens østrigske Christoph Sumann næsten 1½ minut efter Jay også kom foran franskmanden og med to forbiere fik sølv. Jay profiterede af sin gode 10 km og sikrede sig bronze trods to forbiere, kun akkurat foran en anden østriger. Ved legene stillede Jay også op i 15 km massestart og blev her nummer otte, i 20 km, hvor han blev nummer 60, samt på det franske 4×7,5 km stafethold, der blev nummer seks.
Jay var uforberedt på den berømmelse, hans OL-guldmedalje gav, og han kunne ikke leve op til den de følgende sæsoner. Han indstillede derpå sin karriere i december 2012 efter 14 år som skiskytte og 14 podieplaceringer, heriblandt to sejre, henholdsvis i optakten til OL og OL 2010.

## Privatliv
I 2014 blev Jay gift med den alpine skiløber Marie Marchand-Arvier.